# مدرسة غوتنغن للتاريخ
مدرسة غوتنغن للتاريخ هي جماعة من المؤرخين ذوي أسلوب معين في التأريخ في جامعة غوتنغن في أواخر القرن الثامن عشر. كان لهذة المجموعة دورًا مهمًا في إنشاء أساس علمي للبحث التاريخي،  وكانوا مسؤولين أيضًا عن صياغة مجموعتين أساسيتين من المصطلحات في العنصرية العلمية:
- المصطلحات اللونية للأعراق (بلومنباخ وماينرز): القوقازيون أو البيض، المنغوليين أو عرق الصفر أو عرق الملايو أو العرق البني أو زنجانيون أو عرق أسود؛ والأمريكيون أو الحمر.[3]
- المصطلحات الكتابية للأعراق (غاترر وشلوزر وإيخورن): السامية والحامية واليافية.

كانت جامعة غوتنغن هي المركز الأساسي لـ «التاريخ كنظام أكاديمي» أو (Geschichtswissenschaft) وأصبحت مركزًا رئيسيًا لـ علم الإنسان ذو التوجه العالمي. كانت المدرسة واحدة من أحدث الجامعات في أوروبا، حيث أسست في عام 1734 من قبل غيرلاخ أدولف فون مونشهاوزن، وكان أول من طلب الالتزام بإجراء البحوث ونشرها بجانب المحاضرات. سعى مؤرخوا هذه المدرسة لكتابة تاريخ عالمي من خلال الجمع بين الأساليب النقدية لجان مابيلون وطرق المؤرخين الفلسفيين مثل فولتير وإدوارد جيبون.

## قائمة الأكاديميين
- يوهان دافيد ميخائيلس [7] (1717مـ - 1791مـ)، الرئيس الأول لقسم الدراسات الشرقية والدراسات الكتابية [8]
- يوهان كريستوف جاترير [7] (1727مـ - 1799مـ)
- كريستيان جوتلوب هاين [7] (1729مـ - 1812مـ)
- أوغست لودفيج فون شلوزر [7] (1735مـ - 1809مـ)
- كريستوف مينرز [7] (1747مـ - 1810مـ)
- يوهان جوتفريد إيشهورن [9] (1752مـ - 1827مـ)، الرئيس الثاني لقسم الدراسات الشرقية والدراسات الكتابية [8] [8]
- لودفيج تيموثيوس سبيتلر [7] (1752مـ - 1810مـ)
- يوهان فريدرش بلومنباخ (1752مـ-1840مـ)
- أرنولد هيرمان لودفيج هيرين [7] (1760مـ - 1842مـ)